# Anaxyrus microscaphus
Anaxyrus microscaphus es una especie de anfibio anuro de la familia de sapos Bufonidae. Es endémica a Estados Unidos. Su hábitat natural son bosques  templados, ríos, ríos intermitentes, pantanos de agua dulce o pantanos de agua dulce de marchas intermitentes, manantiales de agua dulce, estanques, excavaciones abiertas, las tierras de regadío y tierras agrícolas inundadas estacionalmente. 